# Fernando Belaúnde (Piura)
Fernando Belaúnde es un caserío peruano ubicado en el distrito de Yamango, perteneciente a la provincia de Morropón del departamento de Piura, al norte del Perú. 

## Ubicación
Fernando Belaúnde se ubica al noreste de la provincia de Morropón, en el distrito de Yamango, en el departamento de Piura.

## Demografía
En 2017 Fernando Belaúnde tenía una población de 60 habitantes.